# رکس بل
رکس بل (انگلیسی: Rex Bell؛ ‏ ۱۶ اکتبر ۱۹۰۳ – ۴ ژوئیهٔ ۱۹۶۲) سیاست‌مدار و بازیگر فیلم‌های وسترن اهل ایالات متحده آمریکا بود.
از فیلم‌ها یا برنامه‌های تلویزیونی که وی در آن نقش داشته‌است، می‌توان به ناجورها، دلیری، مسیر الماس، مزرعه رنگین‌کمان، سلام نظامی و قانون دریا اشاره کرد.